# Macbeth (film 2021)
Macbeth (The Tragedy of Macbeth) è un film del 2021 sceneggiato e diretto da Joel Coen.
La pellicola, adattamento cinematografico della celebre tragedia omonima di William Shakespeare, è il primo film a cui i fratelli Coen non lavorano insieme.

## Trama
Macbeth e Banquo, dopo aver condotto l'esercito del re Duncan alla vittoria sul traditore signore di Cawdor, sono avvicinati da tre streghe sul campo di battaglia. Le streghe annunciano che Macbeth sarà promosso da signore di Glamis a Cawdor; proclamano che egli sarà in seguito re prima di affermare che Banquo sarà padre di una stirpe di re. Re Duncan ordina al signore di Ross di giustiziare Cawdor e di reinvestire il titolo su Macbeth. Macbeth si allarma dopo che Duncan nomina suo figlio Malcolm principe di Cumberland, vedendo la nomina come un ostacolo nel suo cammino verso il trono. Macbeth scrive a Lady Macbeth, informandola delle profezie.
Quando Duncan decide di passare una notte al castello di Macbeth, Lady Macbeth convince il marito a commettere un regicidio. Droga i servi del re e un esitante Macbeth compie l'omicidio. La mattina dopo, Macduff, il signore di Fife, scopre il corpo, mentre Macbeth uccide i servi per sistemare le questioni in sospeso. Temendo per la propria vita, l'erede di Duncan, Malcolm, fugge in Inghilterra e Macbeth assume il trono come nuovo re. Inquieto per la profezia su Banquo, Macbeth organizza l'assassinio di lui e di suo figlio Fleance. Gli assassini di Macbeth, accompagnati da Ross come terzo assassino, uccidono Banquo. Ross insegue poi Fleance attraverso un campo.
Un Macbeth sempre più paranoico diventa un tiranno. A un banchetto reale, ha delle allucinazioni e comincia a inveire contro il fantasma di Banquo. Lady Macbeth fa allontanare gli ospiti prima di drogarlo per calmarlo. Durante la sua trance, Macbeth è di nuovo visitato dalle streghe. Esse evocano una visione di Fleance, che gli dice di guardarsi da Macduff, che non sarà re finché il Grande Bosco di Birnam non verrà sulla collina di Dunsinane, e che nessun uomo nato da una donna gli farà del male. Macbeth ordina che l'intera famiglia Macduff sia messa a morte, ma Macduff stesso sopravvive, essendo fuggito in Inghilterra.
Una Lady Macbeth in preda ai sensi di colpa comincia ad essere sonnambula e gradualmente precipita nella follia. Ross visita segretamente l'Inghilterra e informa Macduff della morte della sua famiglia. Un Macduff affranto dal dolore giura vendetta, mentre Malcolm raduna un esercito con l'aiuto degli inglesi. Le truppe tagliano i rami del bosco di Birnam, usandoli come mimetizzazione, e marciano sul castello di Macbeth a Dunsinane, realizzando una delle profezie. Lady Macbeth muore, facendo sprofondare Macbeth in un'ulteriore disperazione. Ancora convinto della sua invincibilità, duella con Macduff. Macduff dichiara di non essere nato da una donna, ma di essere stato "intempestivamente strappato" dal grembo materno, e alla fine sconfigge e decapita Macbeth, portando a compimento l'ultima profezia. Malcolm viene incoronato nuovo re di Scozia. Nel frattempo, Fleance si rivela essere vivo, e Ross lo porta via dalla Scozia, presumibilmente portando al proprio compimento la parte della profezia riguardante Banquo.

## Produzione
Il progetto viene annunciato nel marzo 2019: un nuovo adattamento della tragedia di Shakespeare, scritto e diretto da Joel Coen, con protagonisti Denzel Washington e Frances McDormand e prodotto dalla A24.

### Riprese
Il film è stato girato interamente in bianco e nero; le riprese del film sono iniziate il 7 febbraio 2020 a Los Angeles; a causa della pandemia di COVID-19 le riprese sono state interrotte il 26 marzo per poi riprendere il 23 luglio e concludersi il 31 luglio 2020.
Per dare al film un aspetto slegato dalla realtà, è stato girato interamente nei teatri di posa.

## Colonna sonora
La colonna sonora del film è stata curata da Carter Burwell, storico collaboratore dei fratelli Coen.

## Promozione
Il primo trailer del film è stato diffuso il 21 settembre 2021.

## Distribuzione
Il film è stato presentato al New York Film Festival il 24 settembre 2021 e distribuito nelle sale cinematografiche statunitensi dalla A24 a partire dal 25 dicembre 2021 e su Apple TV+ dal 14 gennaio 2022.

## Accoglienza

### Critica
Il film è stato accolto positivamente dalla critica. Sull'aggregatore di recensioni Rotten Tomatoes ha un indice di gradimento del 93% basato su 280 recensioni, con un voto medio di 8,2 su 10; il consenso critico del sito afferma: «Guidato da uno stellare Denzel Washington, The Tragedy of Macbeth riduce la storia classica ai suoi elementi visivi e narrativi essenziali». Su Metacritic ottiene un punteggio di 87 su 100 basato su 49 recensioni.
Giorgio Viaro di Best Movie colloca il film al terzo posto delle migliori pellicole del 2021.

## Riconoscimenti
- 2022 – Premio Oscar[14]
  - Candidatura per il miglior attore a Denzel Washington
  - Candidatura per la migliore fotografia a Bruno Delbonnel
  - Candidatura per la migliore scenografia a Stefan Dechant e Nancy Haigh
- 2022 – Golden Globe[15]
  - Candidatura per il migliore attore in un film drammatico a Denzel Washington
- 2021 – American Film Institute[16]
  - Migliori dieci film dell'anno
- 2021 – Dallas-Fort Worth Film Critics Association[17]
  - Quinto miglior attore a Denzel Washington
- 2021 – National Board of Review[18]
  - Migliori dieci film dell'anno
  - Miglior sceneggiatura non originale a Joel Coen
  - Miglior fotografia a Bruno Delbonnel
- 2021 – New York Film Critics Circle Awards[19]
  - Migliore attrice non protagonista a Kathryn Hunter
- 2022 – British Academy Film Awards[20]
  - Candidatura per la migliore fotografia a Bruno Delbonnel
- 2022 – Critics' Choice Awards[21]
  - Candidatura per il miglior attore a Denzel Washington
  - Candidatura per la miglior fotografia a Bruno Delbonnel
- 2022 – Golden Reel Awards[22]
  - Candidatura per il miglior montaggio sonoro in un film per i dialoghi
- 2022 – Satellite Award[23]
  - Candidatura per il miglior attore in un film drammatico a Denzel Washington
  - Candidatura per la miglior sceneggiatura non originale a Joel Coen
  - Candidatura per la migliore fotografia a Bruno Delbonnel
  - Candidatura per la migliore scenografia a Stefan Dechant
- 2022 – Screen Actors Guild Award[24]
  - Candidatura per il miglior attore cinematografico a Denzel Washington